# Хануна, Сирил
Сирил Валери Исаак Хануна (французское произношение: [siʁil valeʁi izak anuna] ; араб. سيريل فاليري إسحاق حنونة‎ ; родился 23 сентября 1974 г.) — французский радио- и телеведущий, писатель, писатель, обозреватель, продюсер, певец, иногда актёр и комик тунисского происхождения. Наиболее известен как ведущий популярного французского телешоу Touche pas à mon poste.

## Ранние годы
Хануна родился в еврейской семье, сын врача общей практики и продавщицы, приехавшей во Францию из Туниса в 1969 году. Сначала он учился на врача, как и его отец. После трудностей в старшей школе он решил изучать менеджмент, чтобы стать дипломированным бухгалтером, но позже бросил учёбу.

## Карьера

### Особенности
Хануна дебютировал на телевидении в 1999 году на телеканале Comédie+, для которого писал тексты для трейлеров. В 2002 году Хануна стал телеведущим, когда он вместе с комедийным дуэтом Kad et Olivier вёл третий сериал La Grosse Émission. В феврале 2002 года к нему обратилось радио RTL, и он вёл радиошоу под названием Planet Arthur вместе с Ману Леви и Валери Бенаим. В 2003 году вёл утреннее шоу Morning Live на М6.
С 2008 года Хануна работал на конкурсе песни «Евровидение». На конкурсе 2008 года он представил французское телеголосование, а затем предоставил французский комментарий для конкурсов 2009 и 2010 годов вместе с Жюльеном Курбе и Стефаном Берном.
В настоящее время он является ведущим на Europe 1 и на телевидении с Touche Pas à Mon Poste (до 2012 года на France 4). 7 октября, с момента запуска канала D8 , перешёл на него вместе со всей командой шоу. Канал также купил права на Nouvelle Star, французскую версию сериала Pop Idol Series, и Хануна стала ведущим шоу.
В 2011 году он снялся в третьей части La Verité si je mens.
В настоящее время он является продюсером собственной развлекательной компании H2O Production, где работает над некоторыми из самых популярных телешоу C8 (так D8 был переименован). Он также активен почти на всех каналах, принадлежащих Винсенту Боллоре (Direct 8, Direct Star и Canal+). В 2015 году Боллоре потратил 250 миллионов евро, чтобы сохранить Хануну в своей команде.
В 2019 году Хануна предложил телешоу, которое он будет вести вместе с французским политиком, чтобы решить проблемы французских граждан, что является реакцией на движение желтых жилетов.

### Споры
Сирил Хануна часто получал сатирические награды от Gérards de la Télévision: «Премия за промышленную ошибку 2007 г.», «Худший ведущий» 2013 и 2014 гг., «Ведущий, которому не нужны наркотики 2016 г.» В феврале 2016 года журнал Charlie Hebdo изобразил его комаром, высасывающим детские мозги.
Его описывают как надоедливого клоуна, переходящего от истерического хихиканья к пошлости, и он был вовлечён в несколько скандалов, связанных с предложением несуществующих подарков, разрыванием книги во время трансляции, унижением журналистов и сотрудников, а также по поводу сексистских и гомофобных шуток. В феврале 2016 года два французских журналиста (Жюльен Касарр и Арно Рамсей) сообщили, что получили угрозы от Хануны, когда отказались появиться в его шоу. Журнал Society составил о нём длинный отчет, описав его как «тиранического, претенциозного, полного гнева», управляющего своей командой «грубыми методами», на основании свидетельств, полученных от его собственных сотрудников (которые были анонимно процитированы). Стефан Гийон, другой ведущий Canal +, аттестовал Хануну как «Ким Чен Ира из C8».
В ноябре и декабре 2016 года Высший совет по аудиовизуальным средствам возбудил две административные процедуры против Touche Pas a Mon Poste из-за частых унижений и сексистских и гомофобных высказываний во время трансляции. В одном из сегментов шоу Хануна разместил в Интернете фальшивый профиль знакомств для геев, используя изображение торса модели-гея Макса Эмерсона, и высмеял мужчин, которые ответили на профиль, пока он был в прямом эфире. Этот сегмент вызвал почти 20 000 жалоб в регулирующие органы и осуждение со стороны ЛГБТ-групп.
В декабре 2016 года французская ассоциация ЛГБТ-журналистов насчитала 42 сексистские и гомофобные шутки и назвала его непримиримым пропагандистом гомофобии.

## Дискография

### Синглы
| Год  | Альбом            | Пиковые позиции | Сертификация |
| Год  | Альбом            | Франция         | Сертификация |
| ---- | ----------------- | --------------- | ------------ |
| 2015 | «Bogda Bogdanov»  | 34              |              |
| 2016 | «Petit Baba Noel» | 2               |              |

## Фильмография
- 2012 : La vérité si je mens 3
- 2015 : Новые приключения Аладдина
- 2016 : Мальчишник в Паттайе
- 2016 : La vache
- 2022 : La France dans ce qu’il ya de pire
- 2022 : Je suis un taré

## Радио
- 2006—2011: La Bonne Touche с Жан-Пьером Фуко на RTL
- 2011—2013: Хануна, утренник на Virgin Radio .
- 2013—2016: Les pieds dans le plat на Европе 1